# 车载移动互联网
车载互联网是指能讓車輛控制系統連上的互联网服务。不過如果车辆連接上蜂窝網絡後有可能车辆控制系统會被黑客控制。 人們可以讓車輛通過移动电话（Tethering）以及移动热点連接互联网。